# Сакр, Кевин
Кевин Сакр (при рождении Кевин Бигнелл; род. 23 марта 1978, Лондон, Великобритания) — британский актёр, наиболее известен в роли Джейка Дина в британской мыльной опере Hollyoaks на Channel 4, где он играл с 2002 по 2010 годы.

## Ранние годы
Учился в гимназии для мальчиков Эйлсбери, в Бакингемшире. Окончил университет Миддлэсекс (Middlesex University) со степенью бакалавра исполнительских искусств. Однако некогда он хотел стать биохимиком.

## Карьера
Кевин начал свою карьеру в Королевской Шекспировской компании в качестве телевизионного актера в сериале Ночь и День для телеканала ITV. В этом сериале он играл роль Денниса Дойла с 2001-02 в паре с экс-участником сериала Стюартом Мэннингом. Затем перешел в шоу Hollyoaks, которое покинул в мае 2008 года.
В декабре 2008 года Кевин сыграл ведущую роль в пьесе Aladdin в Шеффилдском художественном театре.
6 июля 2009 года, после долгих размышлений, Сакр возвращается к своему амплуа трагика, заключенного, психически больного в роли Джейка Дина.
Несмотря на сообщения о том, что Кевин был уволен из Hollyoaks вместе с 13 другими актерами, выяснилось, что большинство из них на самом деле оставили шоу по собственному желанию, и Кевин является одним из них. Его герой Джейк Дин оставил сериал в 2010 году.

## Другие выступления
Сакр сыграл эпизодическую роль в комедийном сериале Рикки Гервайса (Ricky Gervais) Доп (Extras).
Он также выступил в качестве гостя в передаче Слабое звено вместе с Али Бастиан (Ali Bastian).
Кевин участвовал в живом телешоу Underdog, где 10 знаменитостей с 10 собаками участвуют в операциях по спасению и победил в шоу. Там он встретился с Камиллой Даллерап, на которой теперь женат.

## Личная жизнь
Он встречался со звездой Али Бастиан в течение двух лет. Он был также в отношениях с бывшей коллегой Клэр Купер, с которой принял участие в церемонии награждения на вручении премий Британских сериалов (British Soap Awards) в 2007.
Он женился на профессиональной танцовщице Камилла Даллерап 29 июля 2010 года на Ибице, через два года после знакомства на съемках реалити-шоу Underdog. Теперь носит фамилию Сакр-Даллерап.